# Монте Сан Вито
Мо̀нте Сан Вѝто (на италиански: Monte San Vito) е градче и община в Централна Италия, провинция Анкона, регион Марке. Разположено е на 135 m надморска височина. Населението на общината е 6666 души (към 2010 г.).